# 陳譯賢
陳譯賢（英文名：Alice Chen，1979年5月12日—），台灣女藝人，原名陳依伶，由於小時候體弱多病，國中時家裡開命相館的父親替她改為較陽剛味的名字「陳譯賢」。因參加中廣「中廣流行之星」歌唱比賽獲第二名，而出道為女歌手。後來多朝向主持方面發展，為電視兒童節目主持人、電臺節目主持人。2011年與日本跟克羅埃西亞混血兒片山先生結婚，定居日本。

## 經歷
- 中廣「中廣流行之星」歌唱比賽獲第2名，並且又拿下「最佳個人風格造型獎」、「最佳觀眾人緣票選獎」2項大獎。
- 星報副刊專欄。

## 電影
- 2002年 《殺人計畫》 (My Whispering Plan) 飾演「沈姐」

## 電視
- 2001年 公共電視台人生劇展《天空之城》飾演 女主角
- 2003年 東風衛視《薔薇之戀》飾演 葉瑞樹
- 2005年 公共電視台《我的這一班》飾演 艾妮老師
- 2012年 大愛電視 《逆光》飾演 陳友萱

## 廣告代言
- 1997年 中華郵政郵政儲金
- 2007年 白蘭氏冰糖燕窩--好姊妹篇

## 主持
- 中廣流行網 「實習ＤＪ秀」、「夜天使樂園」主持人
- 中廣流行網 週一至週六ＰＭ20：00～21：00「好運一把罩」節目主持人
- 公共電視台 《下課花路米》節目主持人

## 音樂
| 發行日期           | 合輯名稱      | 曲目                                                |
| ------------------ | ------------- | --------------------------------------------------- |
| 1997年8月 瑞星唱片 | 《心跳》 專輯 | 主打歌《心跳》 〈台視八點檔連續劇《四千金》片尾曲〉 |
| 1998年3月 瑞星唱片 | 《觸電》 專輯 | 主打歌《觸電》                                      |

## 獎項紀錄
| 年份   | 頒獎典禮             | 獎項               | 節目           | 結果  |
| ------ | -------------------- | ------------------ | -------------- | ----- |
| 1997年 | 中廣流行之星歌唱比賽 | 不適用             | 不適用         | 第2名 |
| 1997年 | 中廣流行之星歌唱比賽 | 最佳個人風格造型獎 | 不適用         | 獲獎  |
| 1997年 | 中廣流行之星歌唱比賽 | 最佳觀眾人緣票選獎 | 不適用         | 獲獎  |
| 2002年 | 第37屆金鐘獎         | 兒童節目主持人獎   | 《下課花路米》 | 提名  |
| 2006年 | 電視小金鐘獎         | 兒童節目主持人獎   | 《下課花路米》 | 獲獎  |

## 外部連結
- 陳譯賢在香港影庫上的簡介
- 小小孩-陳譯賢
- Alice夢遊仙境
- 陳譯賢：譯賢情書紙飛機
- 公共電視 《下課花路米》 （页面存档备份，存于）
- 陳譯賢的粉絲專頁：閒賢的台克日常